# Ulica Konwiktorska w Warszawie
Ulica Konwiktorska – jedna z ulic warszawskiego Nowego Miasta, biegnąca od ul. Zakroczymskiej do ulicy Bonifraterskiej.

## Historia
Ulica powstała na terenach należących w XVIII wieku do konwiktu jezuitów – od którego pochodzi jej nazwa nadana oficjalnie w 1770 – założonego w roku 1752 jako szkoła dla młodzieży szlacheckiego pochodzenia.
Konwikt pierwotnie mieścił się w zabudowaniach przy ul. Jezuickiej, od roku 1754 w zakupionym od Marianny Potockiej dworze przy ul. Zakroczymskiej. Zabudowania gospodarcze konwiktu wznosiły się od strony ul. Bonifraterskiej (współcześnie na tych terenach znajduje się Stadion Polonii Warszawa). W roku 1772 przy Bonifraterskiej powstała nowa siedziba konwiktu, zaprojektowana przez Efraima Schrögera, strawiona przez pożar już w rok po powstaniu. Krótko po tym wydarzeniu nastąpiła kasata zakonu jezuitów, zaś sam konwikt został rozwiązany przez Komisję Edukacji Narodowej w roku 1777. Po tym czasie grunty należące do konwiktu rozparcelowano. 
Pierwotnie nowo powstająca ulica miała wjazd wyłącznie od strony ul. Zakroczymskiej, ok. 1780 została przebita do ul. Bonifraterskiej. Krótko potem została wybrukowana.
Po roku 1778 jedną z działek zakupił biskup inflancki Antoni Maciej Sierakowski, by wkrótce odsprzedać ją swemu bratu, kasztelanowi płockiemu Maksymilianowi Sierakowskiemu.
Ten około roku 1780 wystawił pałac zwany od nazwiska właściciela pałacem Sierakowskiego.
Po wschodniej stronie pałacu w latach 1718-19 powstała kamienica kupca Jana Charzewskiego, na przeciwnym końcu ulicy w roku 1816 wzniesiono kamienicę dla niejakiego Schultza, na tyłach której jeszcze w latach czterdziestych XIX wieku znajdował się dawny dwór jezuitów.
Poza tymi zabudowaniami przy nieparzystej stronie ulicy znajdował się jeszcze drewniany dworek Zabłockich, wzmiankowany w roku 1819, oraz zabudowania należące do bonifratrów, wraz z kościołem pw. św. Jana Bożego
przypisane numeracji ul. Bonifraterskiej.
Cała zabudowa przeciwnej, parzystej strony ulicy składała się z kilku kamienic, domków i zabudowań gospodarczych. Wszystkie te obiekty zostały zburzone w latach 1854-56 w związku z poszerzeniem esplanady Cytadeli Warszawskiej, i aż do odzyskania niepodległości nie wznoszono tu nowych obiektów.
W roku 1918 tereny dawnej esplanady przeszły pod zarząd Ministerstwa Spraw Wojskowych i na powrót zostały zwrócone miastu; dzięki temu udało się poszerzyć Konwiktorską po północnej jej stronie.
W okresie 1919−1925 wytyczono przedłużenie Konwiktorskiej aż do ul. Rybaki, od roku 1930 funkcjonujące pod nazwą ul. Sanguszki. Od roku 1916 planowano wybudowanie Stadionu Polonii Warszawa, co nastąpiło w 1928 roku. W latach 1928−1935 wybudowano u zbiegu z ul. Zakroczymską gmach Szkoły Przemysłu Graficznego im. Marszałka J. Piłsudskiego według projektu Czesława Przybylskiego.
Podczas obrony Warszawy we wrześniu 1939 roku pałac Sierakowskiego został zburzony w wyniku bombardowań, a jego oficynę frontową strawił pożar. Rok 1944 przyniósł zagładę zabudowy nieparzystej strony ulicy, zaś po stronie parzystej ocalały uszkodzone gmach Szkoły Przemysłu Graficznego im. Marszałka J. Piłsudskiego oraz Stadion Polonii Warszawa.
Pałac Sierakowskiego odbudowano w latach 1951−1954, nigdy nie doczekało się rekonstrukcji skrzydło szpitala przy klasztorze bonifratrów. Na jego miejscu wybudowano nowy socrealistyczny budynek o historyzujących formach fasady.

## Ważniejsze obiekty
- Instytut Poligrafii Wydziału Inżynierii Produkcji Politechniki Warszawskiej
- Fort Legionów Cytadeli Warszawskiej
- Pałac Sierakowskiego
- Głaz z tablicą upamiętniającą Piotra Bardowskiego[3]
- Siedziba Polskiego Związku Niewidomych
- Dział Zbiorów dla Niewidomych Głównej Biblioteki Pracy i Zabezpieczenia Społecznego
- Stadion Polonii Warszawa